# Superauto mach 5 go! go! go!/Calendar Men
Superauto mach 5 go! go! go! attribuito a Guiomar Serina /Calendar Men è un singolo del gruppo I Cavalieri del Re, pubblicato nel 1982.

## Lato A
Superauto mach 5 go! go! go! è un brano musicale scritto da Riccardo Zara. Il brano dallo stile incalzante e ricco di effetti "automobilistici" era la sigla dell'anime giapponese Superauto Mach 5 in onda su Italia 1. 
È inserito nella discografia ufficiale de Cavalieri del Re anche se è attribuito alla sola Guiomar, in quanto si temeva di confondere gli acquirenti associando al nome del gruppo una sigla che parlasse di automobilismo. 
Il ritornello in un primo momento era stato scritto in inglese ma la RCA impose ed ottenne un più rassicurante e comprensibile italiano.

## Lato B
Sul lato B è inciso il brano Calendar Men, sigla dell'anime omonimo in onda in syndication su diverse reti locali. 
Il brano fa massiccio uso della stereofonia e di controcanti alternati realizzati con la tecnica della sovraincisione.